# Cryptopolyzoon evelinae
Cryptopolyzoon evelinae is een mosdiertjessoort uit de familie van de Buskiidae. De wetenschappelijke naam van de soort is voor het eerst geldig gepubliceerd in 1941 door Marcus.